# Anna Giralt Gris
Anna Giralt Gris és una directora de cinema documental independent catalana. El 2002 va filmar el seu primer documental a l'Iran i des d'aleshores continua rodant en països com l'Afganistan, l'Iraq o el Líban. Ha viscut a Atenes durant els últims quatre anys, on ha documentat la desaparició de l'estat del benestar a través de webdocs. Col·labora amb programes com 30 minuts, 60 minuts, Sense ficció o Salvados i amb mitjans en línia com el Globalpost, X-pressed o El Periódico Diagonal. Els seus documentals han estat reconeguts i seleccionats en festivals nacionals i internacionals com el de Salònica. Va anar a la primera conferència europea sobre I-Docs a Bristol el 2011 i des d'aleshores s'ha especialitzat en aquesta manera de narrar. El 2015 treballava en un projecte de documental interactiu sobre els canvis polítics i socials de Grècia.

## Filmografia
- Robin Bank (2022)[2]